# Mörsfeld
Mörsfeld település Németországban, Rajna-vidék-Pfalz tartományban. Lakosainak száma 459 fő (2023. december 31.).

## Népesség
A település népességének változása:
| Lakosok száma | 387  | 477  | 471  | 480  | 476  | 459  |
|               | 1975 | 2017 | 2019 | 2021 | 2022 | 2023 |